# 舍夫琴科 (卢甘斯克州)
49°11′1″N 38°35′8″E / 49.18361°N 38.58556°E
舍夫琴科（烏克蘭語：Шевченко）是烏克蘭東部的村莊，由盧甘斯克州北頓涅茨克區的鲁比日内市镇負責管轄。該村始建於1961年，面積0.4平方公里，海拔高度73米，2001年人口60，人口密度每平方公里148.9人。